# La Danseuse de Panama
Pour plus de détails, voir Fiche technique et Distribution.
La Danseuse de Panama, également connu sous le titre Gangsters de Broadway (Panama Flo), est un film américain de Ralph Murphy, sorti en 1932.

## Synopsis
Flo Bennett est une choriste new-yorkaise, endettée qui se voit contrainte de faire des ménages pour un magnat du pétrole en Amérique du Sud. Son petit ami vient ensuite la chercher mais elle découvre qu'il n'est intéressé que par l'argent de son patron.

## Fiche technique
- Titre français : La Danseuse de Panama ou Gangsters de Broadway[1]
- Titre original : Panama Flo
- Réalisateur : Ralph Murphy
- Scénario : Garrett Fort
- Directeur de la photographie : Arthur Miller
- Musique : Harold Lewis
- Ingénieur du son : Buddy Myers
- Direction artistique : Carroll Clark
- Costumes : Gwen Wakeling
- Montage : Edward Schroeder, Charles Craft
- Producteurs : Harry Joe Brown, Charles R. Rogers
- Société de production : RKO Pathé Pictures
- Durée : 72 minutes
- Dates de sortie :
  - États-Unis : 19 janvier 1932
  - France : 18 septembre 1936

## Distribution
- Helen Twelvetrees : Flo Bennett
- Robert Armstrong : Babe Dillon
- Charles Bickford : Dan McTeague
- Marjorie Peterson : Pearl
- Maude Eburne : Sadie
- Paul Hurst : Al, barman
- Reina Velez : Chacra
- Hans Joby : pilote du bateau

Acteurs non crédités
- Ernie Adams : Jake, le portier
- Willie Fung : barman chez Sadie
- Harry Tenbrook : barman chez Sadie
- Fred Warren : pianiste